# Erythrocera longicornis
Erythrocera longicornis är en tvåvingeart som först beskrevs av Brauer och Julius Edler von Bergenstamm 1891.  Erythrocera longicornis ingår i släktet Erythrocera och familjen parasitflugor. Inga underarter finns listade i Catalogue of Life.